# تازوکو ساکانه
تازوکو ساکانه (انگلیسی: Tazuko Sakane; ۷ دسامبر ۱۹۰۴ – ۲ سپتامبر ۱۹۷۵) کارگردان فیلم, دستیار کارگردان، ویراستاری، فیلم‌نامه‌نویس، منشی صحنه اهل ژاپن بود.